# Trận Thành cổ Quảng Trị
Trận Thành cổ Quảng Trị (tiếng Anh: Second Battle of Quảng Trị) là một trận chiến giữa Quân Giải phóng miền Nam Việt Nam được sự hỗ trợ về hậu cần của Quân đội nhân dân Việt Nam với Quân đội Hoa Kỳ và Quân lực Việt Nam Cộng hòa tại khu vực thành cổ Quảng Trị vào năm 1972. Đây là một trong những trận chiến ác liệt nhất của Chiến dịch Xuân Hè 1972 trong Chiến tranh Việt Nam.
Trận chiến kéo dài trong suốt 81 ngày đêm, sau khi liên tiếp đưa vào các đơn vị bộ binh cũng như sử dụng hỏa lực bom đạn cực kỳ lớn, Hoa Kỳ và Việt Nam Cộng hòa đã thành công trong việc tái chiếm lại Thành cổ nhưng vẫn không thể giành lại nửa Bắc của tỉnh Quảng Trị. Về mặt chiến lược, sự kháng cự mạnh mẽ của Quân Giải phóng miền Nam Việt Nam với sự hỗ trợ về hậu cần của Quân đội nhân dân Việt Nam đã khiến kế hoạch tái chiếm thành cổ của đối phương bị kéo dài tới 3 tháng so với kế hoạch ban đầu là 2 tuần.

## Bối cảnh
Năm 1972, Quân Giải phóng miền Nam Việt Nam tổ chức tổng tấn công trên 3 chiến trường chính: Quảng Trị, Bắc Tây Nguyên, và Đông Nam Bộ (Bình Long), trong đó hướng chủ yếu là tỉnh Quảng Trị. Lúc này Hội nghị Paris đang ở thế có lợi cho Chính phủ Cách mạng lâm thời Cộng hòa miền Nam Việt Nam và Việt Nam Dân chủ Cộng hòa sau khi Quân Giải phóng miền Nam Việt Nam đẩy lùi được Chiến dịch Lam Sơn 719 của Quân lực Việt Nam Cộng hòa cùng các chiến thắng khác của Quân Giải phóng miền Nam Việt Nam ở Đắk Tô, Bắc Tây Nguyên và Đông Nam Bộ. Sức ép về việc phải giành được một chiến thắng có tính biểu tượng lên Quân lực Việt Nam Cộng hòa và Quân đội Hoa Kỳ nhằm lấy lại thế thượng phong trên bàn đàm phán ngày một gia tăng.
Thành cổ Quảng Trị nằm gần Quốc lộ 1, đây là tiền đồn phòng thủ của Vùng I chiến thuật của Việt Nam Cộng hòa. Giành được Thành cổ sẽ có giá trị lớn về tính biểu tượng. Tin tức về việc Quảng Trị rơi vào tay Chính phủ Cách mạng lâm thời Cộng hòa miền Nam Việt Nam đã tác động mạnh mẽ tới chính quyền Nguyễn Văn Thiệu. Ngày 25 tháng 5 năm 1972, Tổng thống Thiệu đưa ra cam kết bằng mọi giá tái chiếm Quảng Trị cũng như trách móc phía Hoa Kỳ đang bỏ rơi đồng minh. Lúc này, trong Quốc hội Hoa Kỳ, tiếng nói đòi rút quân Mỹ khỏi Việt Nam ngày càng gia tăng.
Sau khi mở Chiến dịch Trị Thiên từ tháng 3 năm 1972, sau 2 đợt tấn công, đến tháng 5 thì Quân Giải phóng miền Nam Việt Nam đã giành quyền kiểm soát được toàn bộ tỉnh Quảng Trị. Đây cũng là thời điểm mà Quân Giải phóng miền Nam Việt Nam đang bổ sung lực lượng chuẩn bị cho đợt tấn công thứ 3 vào Thừa Thiên.
Giữa tháng 6, Hoa Kỳ và Quân lực Việt Nam Cộng hòa dồn lực lượng với sự tham gia mạnh của không quân, hải quân Hoa Kỳ và bắt đầu phản công trên chiến trường (chiến dịch Lam Sơn 72). Chiến sự trong mùa hè năm 1972 ở tỉnh Quảng Trị diễn ra cực kì quyết liệt, ác liệt nhất kể từ khi có cuộc chiến tranh tại Việt Nam. Hoa Kỳ và quân Việt Nam Cộng hòa bắt đầu mở các cuộc phản công và đến đầu tháng 7 đã tiến đến thị xã Quảng Trị. Cuộc chiến 81 ngày ở thị xã và thành cổ Quảng Trị bắt đầu.

## Tương quan lực lượng
Quân lực Việt Nam Cộng hòa: Các Lữ đoàn dù 1, 2, 3; Liên đoàn 81/Biệt kích nhảy dù; Thiết đoàn 7, 18 kị binh; 3 lữ đoàn thủy quân lục chiến và các tiểu đoàn pháo, công binh... Tổng cộng hơn 35.000 quân cùng hàng trăm xe tăng, xe thiết giáp.
Quân đội Hoa Kỳ: Nhiều cố vấn chỉ huy cùng hàng trăm máy bay chiến đấu, bao gồm cả B-52 ném bom chiến lược của không quân Hoa Kỳ, pháo hạm yểm trợ từ Hạm đội 7. Thống kê cho biết trong 81 ngày đêm, Hoa Kỳ đã sử dụng: 
- 4.958 lần/chiếc B-52 (trung bình 60 lần/ngày đêm). 9.048 lần/chiếc máy bay phản lực các loại (trung bình hơn 100 lần/ngày đêm), ném tổng cộng hơn 120.000 tấn bom (bằng 7 lần quả bom nguyên tử mà Mỹ ném xuống Hiroshima), nếu tính trung bình thì các chiến sĩ Quân Giải phóng miền Nam Việt Nam tham gia trận đánh phải hứng chịu 9 tấn bom mỗi người.[6].
- Hơn 950.000 viên đạn pháo 105 mm, 55.000 viên đạn pháo 155 mm, 8.164 viên đạn pháo 175 mm, hơn 615.000 viên đạn hải pháo oanh kích (trung bình mỗi chiến sĩ Quân Giải phóng miền Nam Việt Nam phải hứng chịu khoảng 110 viên đạn pháo). Tính riêng từ ngày 9 tháng 9 đến ngày 16 tháng 9 năm 1972, chỉ trong 1 tuần quân Mỹ đã sử dụng: 95.570 viên đạn pháo 105 ly; 11.002 viên đạn pháo 155 ly; 2.630 viên đạn pháo 175 ly; 14.223 viên đạn pháo từ hạm đội 7 và 163 lần/chiếc máy bay phản lực Mỹ.[7]

Riêng ở khu vực thị xã Quảng Trị, tổng số bom đạn mà Mỹ sử dụng trong 81 ngày đêm bằng sức công phá của 7 quả bom nguyên tử mà Mỹ ném xuống Nhật Bản. Có ngày số bom Mỹ ném ở Quảng Trị vượt xa số bom Mỹ ném trên toàn miền Nam trong các năm 1968–1969. Dữ dội nhất là ngày 25/7, thị xã phải chịu 35.000 quả đạn pháo của Mỹ, chưa kể bom từ máy bay. Thành cổ Quảng Trị chỉ rộng 3 km vuông và vùng ven có ngày phải chịu hơn 20.000 quả đạn đại bác cỡ lớn. Với việc huy động một số lượng bom đạn khổng lồ, quân Mỹ hoàn toàn có ưu thế áp đảo về hỏa lực.
Quân Giải phóng miền Nam Việt Nam: Lực lượng phòng thủ trên toàn thị xã Quảng Trị bao gồm Trung đoàn 48 (sư đoàn 320B), Trung đoàn Triệu Hải, tức E27 sư đoàn 320B (sau này là F390) Trung đoàn 95 (sư đoàn 325) Quân Giải phóng miền Nam Việt Nam, 2 tiểu đoàn địa phương đóng ở Quảng Trị. Chi viện trực tiếp cho lực lượng này là các đơn vị còn lại của Sư đoàn 325 và Sư đoàn 312. Ngoài ra, sườn phía tây thị xã do trung đoàn 88 (thiếu) của sư đoàn 308 chốt giữ.
Để chống lại cuộc bắn phá dữ dội chưa từng có, Quân Giải phóng miền Nam Việt Nam chỉ có trong tay một vài xe tăng và một số đơn vị pháo phòng không, lực lượng tác chiến chủ yếu là bộ binh. Với mật độ hỏa lực hạng nặng dày đặc của đối phương, ước tính có tới hơn 80% thương vong của Quân Giải phóng miền Nam Việt Nam trong trận đánh là bởi các đợt oanh tạc và pháo kích, chỉ có một phần nhỏ là trong các cuộc đọ súng bộ binh.

## Diễn biến

### Phòng ngự của Quân Giải phóng miền Nam Việt Nam
Bắt đầu từ ngày 26 tháng 6 năm 1972, Không quân Hoa Kỳ bắt đầu ném bom rải thảm Quảng Trị để chuẩn bị các hoạt động của bộ binh. Mục tiêu của Hoa Kỳ và Việt Nam Cộng hòa là phải giành chiến thắng trước ngày 13 tháng 7, lúc Hội nghị Paris nhóm họp trở lại. Ngày 28 tháng 6 năm 1972, tướng Ngô Quang Trưởng phát lệnh khởi binh chiến dịch Lam Sơn 72 trên hai hướng. Chiều 28 tháng 6, sau khi vượt sông Mỹ Chánh, QLVNCH đã cô lập được một bộ phận của các sư đoàn 304 và 308 của Quân Giải phóng miền Nam Việt Nam ở nam Sông Mỹ Chánh. Hướng Đông, ngày 29 tháng 6, các lữ TQLC 147 và 258 tấn công các khu vực Diên Khanh, Xuân Viện, Kim Giao (thuộc huyện Hải Lăng), phối hợp với Lữ TQLC 369 từ Mỹ Thủy và Cổ Lũy đánh ra. Từ ngày 3 đến ngày 6 tháng 7, sau khi nhổ từng chốt chặn của Quân Giải phóng miền Nam Việt Nam trên khoảng cách từng hecta một, chịu thương vong hơn 300 quân, Lữ dù 1 và Liên đoàn 1 Biệt động quân đã có mặt ở ngoại vi thị xã Quảng Trị nhưng không lọt vào được. Ngay lập tức, Quân Giải phóng miền Nam Việt Nam điều động Sư đoàn 325 và Sư đoàn 312 vào tham chiến cùng với các lực lượng tại chỗ để giữ Quảng Trị. Ngày 29 tháng 6, trong cuộc họp nội các, Tổng thống Thiệu thừa nhận Chiến dịch Lam Sơn 72 mới chỉ làm chậm bước tiến của Quân Giải phóng. Việt Nam Cộng hòa lúc này tiến hành trưng binh và cho phép quân nhân lựa chọn binh chủng ưa thích nhưng do tình thế chiến trường nên nhiều người đã không quyền được lựa chọn.
Ngày 7 tháng 7, Tiểu đoàn 3 (Trung đoàn 48) Quân Giải phóng miền Nam Việt Nam sử dụng Đại đội 9, tăng cường 1 trung đội của Đại đội 10, với một trung đội địa phương và 3 xe tăng, được Trung đoàn pháo 45 chi viện trực tiếp, thực hành phản kích đối phương ở phía Đông La Vang Hữu. Quân VNCH thấy xe tăng bất ngờ xuất hiện, nên đội hình rối loạn. QLVNCH bị thương vong hàng trăm binh lính, bị bắn cháy hai xe tăng và bị đánh bật ra khỏi khu vực La Vang Hữu. Quân Giải phóng miền Nam Việt Nam bị hỏng hai xe tăng, một chiếc do bắn nhầm và một chiếc bị phá do bom.
Đến lúc này, thời hạn chiếm lại Thành Cổ mà Mỹ hoạch định đã sắp hết, nhưng đà tiến vẫn bị chặn đứng. Quân Mỹ liền tăng cường hỏa lực, nâng tổng số đạn pháo đánh phá thị xã từ 8.000 viên/ngày lên 15.000 viên/ngày, cao điểm có ngày lên tới 30.000 viên/ngày, sử dụng 40 đến 60 lần/chiếc máy bay phản lực một ngày, dùng bom khoan đánh phá hầm hào tường thành, tăng số phi vụ máy bay B-52 ném bom dọc bờ tả ngạn sông Thạch Hãn và hậu phương để ngăn chặn Quân Giải phóng miền Nam Việt Nam tăng cường quân số, vận chuyển tiếp tế.
Ngày 13 tháng 7, một máy bay trực thăng chở đại tá Nguyễn Trọng Bảo, tham mưu phó sư dù và 8 sĩ quan tham mưu đi đốc thúc việc cắm cờ hòng gây thanh thế tại bàn đàm phán ở Paris. Chiếc trực thăng bị một trận địa súng máy 12,7 mm của Quân Giải phóng miền Nam Việt Nam do Bùi Trung Thành chỉ huy tiêu diệt ngay tại thị xã Quảng Trị cùng tất cả số sĩ quan trong trực thăng. Rạng sáng 14 tháng 7, một đội biệt kích đột nhập vào phía đông Thành cổ bằng cách luồn lách qua một nghĩa địa của cộng đồng Thiên chúa giáo phía Nhà thờ Tri Bưu rồi men theo các đường cống thoát nước để leo lên Thành cổ, định cắm cờ và chụp ảnh để có lý do tuyên truyền, nhưng chưa kịp cắm thì bị đại đội 14 trung đoàn 48 phát hiện và tiêu diệt một số, số còn lại phải rút chạy bỏ lại lá cờ. Mũi đột kích sâu của sư dù và thiết đoàn 20 cũng bị đẩy lùi.
Ý định của Quân lực Việt Nam Cộng hoà chiếm thị xã trước ngày 13 tháng 7 để mặc cả tại Hội nghị Paris đã không thực hiện được. Thương vong mỗi bên lên đến hàng nghìn người. Sau mười ngày liên tục tiến công Thị xã, sư đoàn dù chịu tổn thất khá lớn. Quân lực Việt Nam Cộng hoà bị thương vong 1.071 binh lính, tiểu đoàn dù 1 và 5 bị tổn thất nặng, bị cháy 3 xe tăng, rơi 2 máy bay (1 phản lực, 1 trực thăng) và bị phá hủy nhiều vũ khí phương tiện kỹ thuật khác.
Ngày 14 tháng 7, Sư dù và Sư TQLC Quân lực Việt Nam Cộng hoà tổ chức tấn công đợt 2 nhằm chiếm thị xã trước ngày 18 tháng 7 và cùng lắm phải trước ngày 27 tháng 7. Lữ đoàn dù 1 đánh Quy Thiện, Trì Bưu, Lữ dù 2 đánh Tích Tường, Như Lệ. Các lữ đoàn TQLC 147 và 369 tiến sát sông Vĩnh Định, chiếm An Tiêm, Nại Cửu và Bích La Đông. Trong trận này, Lữ đoàn 369 TQLC tổn thất 2 đại đội và 11 trực thăng ở Nại Cửu. Đến ngày 16 tháng 7, Lữ dù 1 đã chiếm được các làng Trì Bưu, Cổ Thành; Trung đoàn 18 (Sư 325) bị tổn thất nặng phải rút ra Ái Tử - Đông Hà, Bộ tư lệnh B5 điều Trung đoàn 95 (Sư đoàn 325) vào thay. Quân lực Việt Nam Cộng hoà đã hình thành thế bao vây ba mặt quanh thị xã Quảng Trị nhưng chưa vào được nội đô. Để ngăn đường tiếp vận của Quân Giải phóng, Hoa Kỳ liên tục ném bom, nã pháo hạm, pháo hạng nặng Quốc lộ 1 và khu vực quanh Thành cổ cũng như quanh khu vực Thị xã Quảng Trị.
Ở Long Quang, tuyến phòng thủ đầu tiên của Quân Giải phóng, ngày 22 tháng 7, Quân lực Việt Nam Cộng hoà ồ ạt sử dụng xe tăng và pháo binh tấn công chính diện kết hợp máy bay ném bom để chọc thủng tuyến phòng thủ này. Đồng thời Quân lực Việt Nam Cộng hoà tổ chức mũi thọc sườn tuyến phòng thủ, tập kích bí mật trong đêm, đào hào để siết vong vây đối với QGP và sử dụng bộ binh để kéo QGP khỏi nơi ẩn nấp sau đó sử dụng bom và pháo binh để tiêu diệt. Tuy nhiên, ý đồ đánh nhanh thắng nhanh của Quân lực Việt Nam Cộng hoà đã bị bẻ gãy. Lúc này, phía Việt Nam Cộng hoà và Hoa Kỳ xuất hiện mâu thuẫn khi phái đoàn Hoa Kỳ tại Hội nghị Paris đã bí mật gặp phái đoàn Việt Nam Dân chủ Cộng hòa mà phía Việt Nam Cộng hoà không được biết.
Từ ngày 25 đến ngày 27 tháng 7, tướng Lê Quang Lưỡng của Quân lực Việt Nam Cộng hoà đã tung lực lượng dự bị cuối cùng (Liên đoàn biệt kích dù 81) vào chiến đấu, chiếm được các làng Trì Bưu, Cổ Thành. Tiểu đoàn biệt kích dù 27 tiến sát góc Đông Nam Thành cổ nhiều lần lao lên định cắm cờ lên tường thành nhưng đều bị Trung đoàn 48 đẩy lùi. Hai bên tổn thất lớn về sinh mạng.
Ngày 28 tháng 7, thời hạn đánh chiếm thị xã Quảng Trị và thành cổ đã hết, tướng Ngô Quang Trưởng quyết định dừng cuộc tấn công của Sư đoàn dù, chuyển giao nhiệm vụ đánh chiếm thị xã Quảng Trị cho Sư đoàn thủy quân lục chiến. Trong tháng 7, mỗi ngày Không lực Hoa Kỳ huy động từ 40 đến 60 phi vụ B-52, 130 đến 150 phi vụ máy bay cường kích yểm hộ mặt đất cho Quân lực Việt Nam Cộng hoà. Phương án đánh nhanh chiếm nhanh của Việt Nam Cộng hoà chính thức bị loại bỏ. Phía Hoa Kỳ và Việt Nam Cộng hoà tuy giảm tần suất oanh tạc nhưng tăng tần suất pháo kích bằng tất cả các loại pháo khác nhau. Nhiều thời điểm, Hoa Kỳ và Việt Nam Cộng hoà pháo kích liên từ 6h sáng tới 6h tối chưa kể các đợt pháo kích trong đêm. Để tìm kiếm Quân Giải phóng, Không lực Việt Nam Cộng hòa sử dụng L-19 và OV-10 để trinh sát. Sau khi nhận thấy trận địa của Quân Giải phóng, lực lượng máy báy trinh sát sẽ thả pháo khói xuống mục tiêu để các loại cường kích, pháo binh tấn công vào mục tiêu. Tiếng pháo và bom nổ không ngớt.
Ngày 5 tháng 8, Tiểu đoàn 2 Trung đoàn 48 Quân Giải phóng miền Nam Việt Nam cùng đơn vị bạn đã tập kích diệt 1 đại đội quân đối phương ở Hạnh Hoa, đánh thiệt hại 3 đại đội khác, bắn cháy 5 xe tăng. Đơn vị được tặng thưởng Huân chương Chiến công hạng Nhất. Trong ngày 13 tháng 8, một sở chỉ huy nhỏ của Quân Giải phóng ở gần cổng Tây của Thành cổ bị máy bay B-52 ném bom và bị san phẳng cùng với một bức tường cao hơn 4m của Thành cổ. Lúc này, trận chiến diễn ra trong mùa mưa khiến cho các chiến sỹ Quân Giải phóng phải chiến đấu trong điều kiện rất khó khăn khi bên ngoài là bóng đêm và hỏa lực của đối phương, bên trong là những căn hầm ngập nước, khiến cho nguy cơ các vết thương bị nhiễm trùng tăng lên. Giao tranh diễn ra dữ dội, có cứ nơi trên trận địa có ba lớp người chết, có cả lính Quân Giải phóng miền Nam Việt Nam và lính Quân lực Việt Nam Cộng hòa - cố vấn của Quân đội Hoa Kỳ. Hai bên giao tranh với tinh thần không khoan nhượng. Không khí chiến trường trở nên ngột ngạt và căng thẳng.
Từ hạ tuần tháng 7 đến 15 tháng 9, Trung đoàn 88 sư đoàn 308 Quân Giải phóng miền Nam Việt Nam bảo vệ khu vực Tây nam Thành cổ, giữ vững trận địa từ khu vực trường Bồ Đề, khu Đệ Ngũ, ngã ba Bãi Đá, khu Cầu Sắt, khu Long Hưng đến La Vang và đồn Gia Long. Trung đoàn 88 đã đánh hơn 100 trận lớn nhỏ, trong đó có 50 trận cấp đại đội đến trung đoàn, tiêu diệt 1.670 binh lính đối phương, bắn cháy 16 xe tăng, thu nhiều vũ khí đạn dược.
Trung tuần tháng 8 năm 1972, Bộ Tư lệnh B5 Quân Giải phóng miền Nam Việt Nam quyết định giao nhiệm vụ cho sư đoàn 325 chỉ huy lực lượng phòng thủ Thành cổ Quảng Trị. Ngày 23 tháng 8, chỉ với vài chục tay súng, lực lượng Quân Giải phóng ở phía cổng Tây của Thành cổ đã đẩy lùi một Đại đội Thủy quân lục chiến của VNCH. Trong trận đêm 24 tháng 8, một phân đội đặc công Sư đoàn 325 Quân Giải phóng miền Nam Việt Nam đã luồn sâu đánh sở chỉ huy tiểu đoàn thủy quân lục chiến ở An Lưu, diệt 80 lính đối phương, bắn cháy 2 xe tăng, 2 nhà bạt, phá 1 trận địa súng cối.
Lúc này, Sở chỉ huy cơ bản của sư đoàn đóng ở khu vực Cao Hy - Tây Đông Hà độ 15 km trên một bãi bom B-52 đã đánh nát. Sư đoàn chọn địa điểm này là để tạo bất ngờ đối với VNCH, cho là bộ đội không thể đóng một cơ quan chỉ huy cỡ sư đoàn tại một vùng Hoa Kỳ đã ném bom tơi bời. Sở chỉ huy Thành cổ (Quân Giải phóng miền Nam Việt Nam) ở ngay sát mép sông, dưới một căn hầm rượu của dinh tỉnh trưởng Quảng Trị đã bị bom đạn làm đổ nát, gạch đá gỗ sắt đổ ngổn ngang bao phủ cả khu hầm dày tới 4-5 mét, bom ném bên cạnh cũng chẳng hề gì.
Quân Giải phóng miền Nam Việt Nam đã cải tạo khu hầm, chia thành ba ngăn có giao thông hào chạy ra bên ngoài. Một ngăn làm khu phẫu thuật, một ngăn cho thông tin trinh sát và một ngăn cho chỉ huy và trực ban tác chiến. Cửa hầm được thiết bị chiến đấu chu đáo, có trung liên và B-41 bảo vệ. Không lực Hoa Kỳ hàng ngày soi tìm, nhưng do Quân Giải phóng ngụy trang kín đáo, kỷ luật, khói lửa và đi lại ban ngày được duy trì nghiêm mật, nên Hoa Kỳ vẫn không phát hiện được mục tiêu sở chỉ huy, dù thường xuyên cho máy bay trinh sát tìm kiếm.
Hầm dinh Tỉnh trưởng cũng là nơi Quân Giải phóng tập trung thương binh trước khi vận chuyển khỏi chiến trường. Tại bến Vượt, nơi chuyển quân giữa hai bờ Thạch Hãn cũng là nơi hứng chịu nhiều trận pháo kích nhất. Nhiều thương binh của Quân Giải phóng đã bị thiệt mạng bởi bom và pháo kích khi đang được vận chuyển khỏi chiến trường. Khúc sông ở bến Vượt chính là nguồn tiếp vận duy nhất của Quân Giải phóng trong Thành cổ khi chiếc cầu sắt đã bị đối phương phá hủy. Bom và đạn pháo có ngày đã gây thương vong cho một Đại đội Quân Giải phóng ở bến sông. Do hỏa lực bờ Bắc sông Thạch Hãn của Quân Giải phóng rất mạnh, khiến cho QLVNCH và Hoa Kỳ không thể tiếp cận bằng bộ binh mà phải sử dụng pháo hạng nặng và máy bay ném bom tầm xa để tấn công theo tọa độ. Thế trận thực sự nghiêng về Hoa Kỳ và VNCH khi họ kiểm soát được cả ba mặt của Thành cổ lẫn kiểm soát trên không, nhưng Quân Giải phóng vẫn giữ được Thành cổ trong suốt ba tháng.

### Trận chiến trong thị xã

"Nụ cười bên thành cổ Quảng Trị" (bộ đội), tác giả Đoàn Công Tính

Từ ngày 20 đến ngày 30 tháng 8 năm 1972, các chốt trong thị xã đều được Quân Giải phóng miền Nam Việt Nam giữ vững. Đêm đêm, Quân Giải phóng tập kích ở Tri Bưu, ở Thạch Hãn, chùa Bà năm, diệt một số lính khiến quân đối phương không tiến được.
Quân Giải phóng được bổ sung vào Thành đều đặn theo kế hoạch. Mỗi đêm vào trung bình được 40-50 người (đã trừ số người đào ngũ, lạc ngũ hoặc bị thương từ bên kia bờ sông, chiếm khoảng 30-40%). Hàng ngày thuyền gắn máy hậu cần từ Tả Kiên bí mật bơi vào thành, tiếp tế lương thực, đạn dược, thuốc men, kể cả quà Quốc khánh từ hậu phương tới. Dù vậy, do áp lực liên tục từ đối phương, giao thông hào chiến đấu bị bom đạn bắn phá liên tục, nên hệ thống phòng thủ ngày càng lỏng dần. Tân binh được tăng cường cho các đơn vị phòng thủ chỉ đủ để bù đắp số thương vong trong chiến đấu.
Vào cuối tháng 8, hỏa lực của QLVNCH lại được Hoa Kỳ tăng cường thêm. Hai bên giành nhau từng mét đất. Lúc này, QLVNCH bắt đầu suy kiệt khi liên tục bị Quân Giải phóng tập kích đêm. Tới trung tuần tháng 9, cả hai bên đều gồng mình khiến cuộc giao tranh cực kỳ khốc liệt.
Đợt từ ngày 4 đến ngày 6 tháng 9 năm 1972, trời mưa to, nước sông Thạch Hãn lên nhanh, chảy xiết, ảnh hưởng đến tăng cường cung cấp và quân số. Có đêm trôi dạt hàng chục chiến sĩ vượt sông. Công sự chốt bị sụt lở nhiều. Bộ đội tiếp tục giữ các chốt trên các hướng. Tiểu đoàn 4 E95 tập kích khu tam giác Thạch Hãn, chiếm một số công sự của đối phương, cải thiện thế phòng thủ ở đó. Tiểu đoàn đặc công mặt trận phối hợp với đại đội đặc công sư đoàn 325 chuẩn bị đánh khu quận lỵ Mai Lĩnh nhưng thất bại.
Ngày 4 tháng 9 năm 1972, E88 F308 Quân Giải phóng miền Nam Việt Nam rút khỏi khu Thạch Hãn tây và khu giáp sông ở thôn Đệ Ngũ-trường Bồ Đề làm sườn phía nam bị hở. Một số thành viên trung đoàn 88 trong đó có trung đoàn phó Phan bị thương tạt vào sở chỉ huy Thành cổ. Bộ chỉ huy quyết định tổ chức đưa số này vượt sông lũ ra hậu phương. Để đối phó với tình hình quan trọng này, họ sử dụng một bộ phận tiểu đoàn 7, trung đoàn 18 và tiểu đoàn 4, trung đoàn 95 ra chiến đấu thay thế trung đoàn 88 ở khu vực đó để giữ sườn phía nam thị xã.
Ngày 7 tháng 9 năm 1972, Quân lực Việt Nam Cộng hòa tiến công đợt 6, mở đầu bằng đòn tập kích hỏa lực "Phong lôi 2". Không quân, hải quân Hoa Kỳ, pháo binh Việt Nam Cộng hòa bắn suốt 48 giờ liền vào tất cả các trận địa của Quân Giải phóng miền Nam Việt Nam, tập trung đánh vào khu Thành cổ, các bến vượt sông, đường cơ động lực lượng và vận chuyển. Oanh tạc cơ B-52 của Mỹ rải thảm tả ngạn sông Thạch Hãn, tập trung vào khu Nhan Biều-Ai Tử và các trận địa pháo của đối phương. Tính toàn bộ trong 81 ngày đêm của trận Thành cổ, các lực lượng Mỹ và Việt Nam Cộng hòa đã dội xuống địa điểm thị xã (rộng chưa đầy 3 km²) và vùng lân cận tổng cộng 120.000 tấn bom, trong đó mỗi ngày có từ 70 đến 90 lượt máy bay ném bom B52 tham chiến. "Đây là kế hoạch chi viện hỏa lực cao nhất của Mỹ trong một trận đánh. Tính từ ngày 9 tháng 9 đến ngày 16 tháng 9, Mỹ sử dụng pháo hạm bắn 123.725 viên đại bác vào thị xã (trong đó có 52.573 viên vào Thành cổ); sử dụng 2.244 lần chiếc máy bay ném bom, trong đó có ngày huy động tới 100 lần chiếc máy bay ném bom chiến lược B-52.".
Đêm 7 tháng 9, tiểu đoàn K2 E48 Quân Giải phóng miền Nam Việt Nam tập kích khu Hành Hoa, chiếm một số công sự, cải thiện thế phòng thủ ở Tri Bưu. Tiểu đoàn 5 trung đoàn 95 tập kích khu nhà thờ Tin Lành, thương vong một số (tiểu đoàn trưởng đơn vị này cũng chết) nhưng đã chiếm được.
Sáng ngày 9 tháng 9 năm 1972, lữ đoàn 147 và 259 Thủy quân Lục chiến (TQLC) của Quân lực Việt Nam Cộng hòa đã khởi động cuộc tấn công lớn. Quân VNCH sử dụng gồm hai lữ đoàn TQLC với năm mũi, tiến công từ ba hướng vào thị xã. Họ tập trung xe tăng, xe thiết giáp, súng phun lửa để tái chiếm thành cổ. Đồng thời với việc Quân lực Việt Nam Cộng hòa tiến công khu La Vang-Tích Tường-Như Lệ để chặn sư đoàn 308 phản kích từ hướng này, liên đoàn biệt động 1 VNCH cũng tiến công Bích Khê-Nại Cửu để chặn sư đoàn 320 Quân Giải phóng miền Nam Việt Nam hoạt động từ bắc sông Vĩnh Định.
Tiểu đoàn địa phương đang K8 củng cố đội hình và ém quân bên ngoài. Nhiều trận phản kích ác liệt của bộ đội ở ngay sát chân Thành cổ đã đánh bật nhiều mũi tiến công. 9 tháng 9, một trung đội VNCH lọt vào thành cổ, bị K3 Tam Đảo phản kích dữ dội phải tháo chạy, để lại 11 xác chết. Cũng ngày hôm đó tại khu Hạnh Hoa, Quân Giải phóng miền Nam Việt Nam diệt một đại đội, đánh thiệt hại nặng một đại đội khác thuộc lữ đoàn thủy quân lục chiến 147, bắn cháy 5 xe bọc thép. Quân Giải phóng miền Nam Việt Nam mất 13 người, bị thương một số. Sau trận này, K3 được tặng thưởng Huân chương Chiến công hạng Nhất.
Tiểu đoàn 4 E95 Quân Giải phóng miền Nam Việt Nam chặn đánh 3 tiểu đoàn đối phương ở khu Tin Lành, quyết liệt giành đi giật lại từng công sự. Quân lực Việt Nam Cộng hòa thiệt hại một đại đội, nhưng chiếm được khu Mỹ Tây. Quân Giải phóng miền Nam Việt Nam bị thương vong 30 người, hỏng một cối 82 ly, một súng 12 ly 7, một đại liên, một B-40, một B-41. Đến đêm 9 tháng 9, tiểu đoàn 4 cùng tiểu đoàn 5 E95 Quân Giải phóng miền Nam Việt Nam tập kích chiếm lại khu Mỹ Tây, đẩy Quân lực Việt Nam Cộng hòa chạy về nam sông con. Đêm 9 tháng 9, sau khi được củng cố, K8 vào thành.
Ngày 10, 11, 12 tháng 9 năm 1972, Quân lực Việt Nam Cộng hoà tiếp tục lấn dũi mạnh từ hướng nam-đông-nam. Nhiều toán quân nhảy vào thành nhưng đều bị quân Giải phóng tiêu diệt. Quanh Thành cổ, dưới hào nước, xác chết nằm rải rác. Lúc này, Quân lực Việt Nam Cộng hoà bổ sung cho chiến trường thêm 2 sư đoàn từ Huế để tổ chức tấn công trực diện Thành cổ.
Ngày 10 tháng 9, Quân lực Việt Nam Cộng hoà lấn dũi có xe tăng chi viện khu Mỹ Tây, Trường Nữ, Trại giam. Tiểu đoàn 4 E95 Quân Giải phóng miền Nam Việt Nam đánh trả ác liệt, giữ vững chốt bắn hỏng một xe tăng, hai đại liên, thu một M79 và nhiều lựu đạn, nhưng cũng bị chết 6, bị thương 49. Đêm 10 tháng 9, Quân Giải phóng miền Nam Việt Nam cho tiểu đoàn 4 ra ngoài củng cố, dùng tiểu đoàn 5 E95 thay thế, chiến đấu ở tây-nam Thành cổ.
Tính chung trong ngày 10-9, cả ở hướng Nam-Đông Nam, Bắc-Đông Bắc, trên toàn khu vực Thị xã, Quân Giải phóng miền Nam Việt Nam diệt hơn 200 binh lính đối phương, bắn cháy 1 xe tăng, nhưng cũng bị thương vong 126 người và để mất khu trại giam và Mỹ Tây. Trong 2 ngày 11 và 12, Quân Giải phóng miền Nam Việt Nam diệt hơn 518 binh lính đối phương, nhưng cũng bị thương vong 216 người. Đêm 12, Quân Giải phóng miền Nam Việt Nam tăng cường vào thành tiểu đoàn 3 E48 (201 người) và 70 tân binh.
Ngày ngày 13 tháng 9 năm 1972, trời mưa to, lũ lớn, hạn chế nhiều đến việc tăng cường lực lượng (quân số, vật chất kỹ thuật cho Thị xã). Quân lực Việt Nam Cộng hoà sau 4 ngày liên tục tiến công lấn dũi, vẫn chưa chiếm được Thành, nhưng 6 tiểu đoàn thuộc 2 lữ đoàn Thủy quân lục chiến đã áp sát ba góc Thành cổ: Nam, Đông Nam, Đông Bắc. Tiểu đoàn 5 E95 và Tiểu đoàn 7 E18 chiến đấu quyết liệt, giằng co với đối phương từng khu vực, góc tường, mảnh vườn. Kết quả trong ngày, Quân Giải phóng miền Nam Việt Nam diệt 123 lính, bắn cháy 1 xe tăng, bị thương vong 34 chiến sĩ.
Rạng sáng ngày 13 tháng 9/1972, đại đội 5 tiểu đoàn 2 QLVNCH từ ngã tư Quang Trung-Trần Hưng Đạo mở cuộc tấn công vào khu vực chợ Quảng Trị. Trận chiến đã diễn ra quanh khu vực chợ, dọc theo đường Trần Hưng Đạo ra đến bờ sông. Hai bên đã quần thảo nhau quanh các đống bê tông đổ nát mà Quân Giải phóng miền Nam Việt Nam đã biến thành các điểm kháng cự. Cuối cùng tiểu đoàn TQLC này đã chiếm được mục tiêu, sau đó khai triển đội hình tiến chiếm khu hành chánh gồm Ty Bưu điện, Ty Thanh Niên, Ty Ngân khố và tiến sát đến dinh tỉnh trưởng - nơi 1 đại đội của Quân Giải phóng miền Nam Việt Nam đang bố trí quân quanh khuôn viên để cố thủ.
Một mũi nhọn khác của tiểu đoàn 2 Quân lực Việt Nam Cộng hoà với đại đội 4 làm nỗ lực chính thanh toán các chốt phòng ngự dọc hai bên đường Phan Đình Phùng, sau đó tiến đánh và triệt hạ các chốt bố trí tại cơ quan USOM và Tòa án tỉnh Quảng Trị. Thanh toán được các mục tiêu trọng yếu, đại đội 4 và đại đội 5 của tiểu đoàn 2 QLVNCH đã tấn công vào khu vực tòa Hành chánh tỉnh và Ty Tiểu học vụ Quảng Trị nơi 1 trung đoàn Quân Giải phóng miền Nam Việt Nam đặt bộ chỉ huy. Do các chốt bảo vệ xung quanh đã bị TQLC triệt hạ, nên bộ chỉ huy Quân Giải phóng miền Nam Việt Nam tại đây đã phải dời ra hướng sông.
23 giờ ngày 13 tháng 9, Bộ Tư lệnh B5 (Quân Giải phóng miền Nam Việt Nam) lệnh cho trung đoàn phó trung đoàn 48, và tiếp sau đó vài giờ, vào 1 giờ sáng 14 tháng 9 lệnh cho Đại tá Nguyễn Việt chỉ huy trưởng Thành ra ngay Nhan Biều để cùng sư phó sư đoàn 325 tổ chức lực lượng còn lại của trung đoàn bộ binh 18 vào phản kích trong thành. Tiểu đoàn 7 E18 đã vào thành chiến đấu.
Ngày 14 tháng 9 năm 1972, từ hướng đông-nam, QLVNCH tiến sát khu chùa Bà Năm, khu trại giam, chợ. Từ hướng nam, họ vào khu Mỹ Tây, Trường Nữ. Quân Giải phóng miền Nam Việt Nam chống trả quyết liệt, vẫn giữ vững các chốt, nhưng bị thương vong nhiều. Mặt trận B5 điều một đại đội xe tăng đến Nhan Biều để làm công sự cố định bắn chi viện sang Thành nhưng sau đó do khó khăn địa hình nên chưa bố trí được ngay.
4 ngày dùng bộ binh liên tục từ ba hướng tấn công vào, nhưng QLVNCH vẫn không chiếm được thành, họ quay ra củng cố công sự và bao vây thành từ ba phía, đồng thời điều cả xe tăng phun lửa liên tục tấn công vào các chốt của Quân Giải phóng miền Nam Việt Nam. Chốt chiến đấu của Quân Giải phóng miền Nam Việt Nam có điểm chỉ cách địch 50 m. Ngày ngày 14 tháng 9 năm 1972, sau khi dùng xe tăng phun lửa dữ dội vào các chốt phòng thủ, quân VNCH tấn công vào thành. Tiểu đoàn phòng thủ lúc này chỉ còn gần 20 tay súng, quyết tâm thực hiện lời thề danh dự: "K3-Tam Đảo còn, Thành cổ Quảng Trị còn", với B-40, B-41, lựu đạn, nổ súng đánh trả quyết liệt vào đội hình của TQLC và khiến họ phải rút chạy. 2 giờ chiều, một toán khác vào thành từ góc đông nam liền bị các tay súng của đại đội 9 Quân Giải phóng miền Nam Việt Nam đánh bật ra. Đến 18 giờ, lợi dụng lúc trời chạng vạng tối, từ ba góc, TQLC lại tiếp tục mở đợt tấn công dữ dội vào thành. Được sự chi viện của K8 và các tay súng của E48 Sư đoàn 320, tiểu đoàn đã ngoan cường chiến đấu, đánh bật quân VNCH ra khỏi thành.
Sau khi đánh bật đối phương tại khu vực bệnh viện Quân Dân Y Quảng Trị và trường Bồ Đề, Tiểu đoàn 1 Quái Điểu QLVNCH khai triển lực lượng tiến về phía vào khu trung tâm thị xã Quảng Trị. Để tiến vào khu vực này, tiểu đoàn Trâu Điên Quân lực Việt Nam Cộng hoà phải triệt hạ cụm kháng cự của đối phương ở Ty Cảnh Sát Quốc gia. Tiểu đoàn 1 Quái Điểu đã phải vượt qua con suối với cây cầu bắc ngang đường Trần Hưng Đạo. Binh sĩ VNCH dùng mìn Claymore cột vào những cây tre dài vượt qua suối lúc nửa đêm và bấm nút đã làm bật tung những ổ thượng liên và DKZ của Quân Giải phóng miền Nam Việt Nam đặt trong những lô cốt phòng thủ. Tiếp theo đó là những đợt xung phong ồ ạt của TQLC, từng trung đội tràn lên ném lựu đạn vào các cụm công sự chiến đấu của Quân Giải phóng miền Nam Việt Nam và chỉ trong thời gian ngắn đã chọc thủng phòng tuyến của đối phương tại đây. Chiếm được khu vực Ty Cảnh Sát Quốc gia, tiểu đoàn Quái Điểu tiến chiếm các vị trí ở quanh Nhà máy điện, trường Nữ Tiểu học, doanh trại Cảnh sát Dã chiến.
4 giờ sáng ngày 15 tháng 9, Lữ đoàn thủy quân lục chiến 258 và 147 tập trung lực lượng tổng công kích từ ba hướng, được chi viện tối đa hỏa lực của không quân, pháo binh, xe tăng, súng phun lửa các loại. Ở hướng Đông của thành cổ, 4 đại đội của tiểu đoàn 3 và tiểu đoàn 6 TQLC đã dàn hàng ngang đồng loạt xung phong tiến về hướng Tây, tập kích sở chỉ huy K1 E48 Quân Giải phóng miền Nam Việt Nam và chiếm một góc khu đông bắc Thành cổ. Các chốt của Quân Giải phóng miền Nam Việt Nam còn lại tiếp tục chiến đấu trong ngày, mặc dù sức chiến đấu đã giảm, quân số bị thương vong nhiều. Lực lượng K8, tiểu đoàn 3 E48 mới vào cũng đã bị tổn thất nặng. Lực lượng trung đoàn bộ binh 18 vẫn chưa đến được nơi quy định để vượt sông vào Thành cổ.
Trong đêm 15 tháng 9 năm 1972, Quân Giải phóng miền Nam Việt Nam đã pháo kích dữ dội vào đội hình của hai tiểu đoàn 3 và 6 TQLC để yểm trợ cho lực lượng đang cố thủ ở đây chuẩn bị rút lui. Gần rạng sáng, các đơn vị TQLC đồng loạt xung phong, những tổ kháng cự của Quân Giải phóng miền Nam Việt Nam đã chống trả mạnh nhằm giữ chân QLVCH cho đồng đội rút lui.
Cũng trong đêm 15 tháng 9 các chỉ huy của Quân Giải phóng miền Nam Việt Nam trong thành nắm lại tình hình, thấy QLVNCH đã chiếm một số góc thành cổ, việc giữ Thành cổ đã đạt được mục đích trên bàn đàm phán nên thống nhất ra lệnh rút khỏi thị xã và thành cổ từ 22 giờ ngày 15 tháng 9.

##### Quân Giải phóng miền Nam rút khỏi thành cổ
Tới ngày 15 tháng 9, sau khi diễn biến ở Hội nghị Paris có lợi cho Chính phủ Cách mạng lâm thời Cộng hòa miền Nam Việt Nam khi trong ngày 11 tháng 9, Cố vấn Kissinger chấp nhận phương án ngừng bắn, rút quân Mỹ và chính quyền Thiệu vẫn sẽ ở lại cho tới khi tổ chức Tổng tuyển cử ở miền Nam Quân Giải phóng bắt đầu tiến hành rút quân.
Thứ tự rút: ưu tiên thương binh đi trước, tiếp đến các lực lượng tiểu đoàn ở xe, rồi đến các đơn vị trực thuộc, cuối cùng là sở chỉ huy Thành. K2 E48, K8, vệ binh - trinh sát bảo vệ đội hình rút. Ban chỉ huy Trung đoàn hỗn hợp cùng đội vệ binh rút cuối cùng vào nửa đêm 15 rạng ngày 16. Trung đoàn 18 Sư đoàn 325 được lệnh dừng lại, không vượt sông sang phản kích nữa, mà nhanh chóng triển khai lực lượng phòng thủ tả ngạn sông Thạch Hãn, khu vực Nhan Biều - Ái Tử.
Sau 4 tháng 16 ngày (81 ngày đêm) cố thủ tại Cổ Thành và thị xã Quảng Trị, Quân Giải phóng miền Nam Việt Nam rút lui khỏi Thành cổ. Riêng trung đoàn Triệu Hải (trung đoàn 27 Quân Giải phóng miền Nam Việt Nam - trung đoàn trưởng sau này là thượng tướng Nguyễn Huy Hiệu) với 1.500 quân đưa vào thành cố thủ là đơn vị tổn thất nặng nhất. Các chốt chiến đấu vòng ngoài đều bị phá hủy, trung đoàn 48B thuộc sư đoàn 390 Quân Giải phóng miền Nam Việt Nam - đơn vị chiếm giữ trung tâm thị xã, cũng đã bị thiệt hại hơn 80% quân số. Trong một hồi ký phổ biến vào năm 1997, trung tướng Lê Tự Đồng, nguyên tư lệnh lực lượng Quân Giải phóng miền Nam Việt Nam tại mặt trận tỉnh Quảng Trị, ghi nhận là các sư đoàn và trung đoàn tham chiến đã bị tổn thất quá nửa quân số.
Sau khi Quân Giải phóng rút quân, phái đoàn Mỹ lại lật lại vấn đề rút quân Mỹ khỏi Việt Nam nhưng với vốn liếng đàm phán là nửa Bắc tỉnh Quảng Trị, các vùng kiểm soát mới giành được trước đó ở Tây Nguyên và Đông Nam Bộ đều là các địa bàn chiến lược và việc Quân Giải phóng vẫn sẵn sàng giao chiến tiếp khiến tới ngày 08 tháng 10, phái đoàn Hoa Kỳ phải chấp nhận giải pháp 10 điểm của Chính phủ Cách mạng lâm thời Cộng hòa miền Nam Việt Nam. Theo đó, Hoa Kỳ sẽ được ra khỏi chiến tranh trong danh dự, lính Mỹ phải rút khỏi Việt Nam, Việt Nam Dân chủ Cộng hòa sẽ giúp Hoa Kỳ trong vấn đề tù binh Mỹ do Pathet Lào giam giữ.
Về phía Quân lực Việt Nam Cộng hoà, tuy chiếm được thành cổ nhưng cũng phải trả giá đắt. Kế hoạch chiếm thị xã trước ngày 13/7 để mặc cả tại Hội nghị Paris không thực hiện được mà còn phải mất gấp 5 lần thời gian định trước. Để chiếm lại thành cổ, chỉ riêng sư đoàn Thủy quân Lục chiến trong 7 tuần cuối trận đánh có 3.658 binh sĩ thương vong, chiếm 25% tổng quân số (tổng thương vong là hơn 5.200 chiếm 35% quân số), các đơn vị Dù cũng chịu thiệt hại nặng tương đương. Tổng quân số tử trận của các đơn vị lên tới 7.756 người, hàng ngàn lính khác bị thương.
Thiệt hại lớn của các đơn vị tinh nhuệ này khiến Quân lực Việt Nam Cộng hoà cũng không còn đủ sức tấn công tiếp lên phía bắc, các chiến dịch Lam Sơn 72A và các cuộc hành quân "Sóng thần" để tái chiếm bờ bắc Thạch Hãn nhanh chóng bị Quân Giải phóng miền Nam Việt Nam đánh bại. Hai bên quay về giữ thế giằng co cho đến khi hiệp định Paris được ký kết vào ngày 31 tháng 1 năm 1973.

## Kết quả

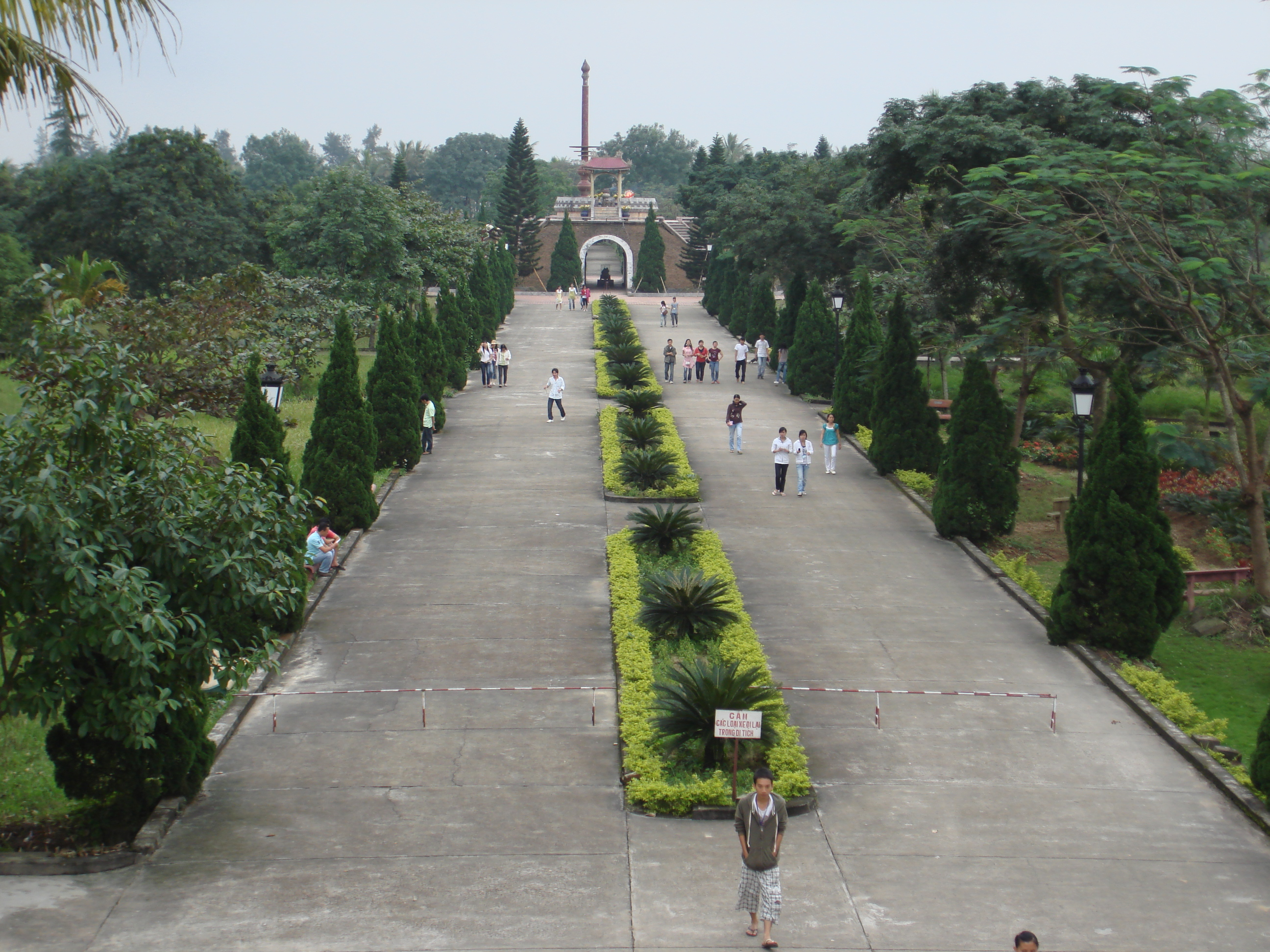
Đài tưởng niệm trong thành cổ Quảng Trị

Sau 12 tuần lễ liên tục tổng công kích với sự hỗ trợ hỏa lực tối đa của quân đội Hoa Kỳ, đến giữa đêm ngày 15 rạng ngày 16 tháng 9 năm 1972, lực lượng Thủy quân Lục chiến đã tiến vào thị xã Quảng Trị và kiểm soát toàn bộ khu vực Cổ Thành. Rạng sáng ngày 16 tháng 9 năm 1972, hai tiểu đoàn 3 và 6 Thủy quân Lục chiến từ các vị trí vừa chiếm được trong Cổ Thành, đã bung ra lục soát và đánh các chốt còn lại của Quân Giải phóng miền Nam Việt Nam. Đến 8 giờ sáng ngày 16 tháng 9 năm 1972, một toán Cọp Biển của tiểu đoàn 6 Thủy quân Lục chiến đã dựng cờ của Việt Nam Cộng hòa trên cổng tường phía Tây Cổ Thành Quảng Trị, biểu tượng cho việc Quân lực VNCH đã hoàn tất cuộc tái chiếm Cổ Thành Quảng Trị. Trong trận chiến này, Hoa Kỳ đã ném xuống Quảng Trị khoảng 120 nghìn tấn bom, tương đương với sức công phá của 7 quả bom nguyên tử mà Mỹ đã ném xuống Hiroshima (Nhật Bản) năm 1945 và đã phá hủy hoàn toàn 1 vạn ngôi nhà và tòa Thành cổ.
Vài phút sau đó, chuẩn tướng Bùi Thế Lân – tư lệnh Sư đoàn Thủy quân Lục chiến – đã báo tin tái chiếm thành công Thành cố đến trung tướng Ngô Quang Trưởng, tư lệnh Quân đoàn 1 kiêm tư lệnh chiến dịch tái chiếm Quảng Trị. Ông này đã gọi máy về Sài Gòn để tường trình lên Tổng thống VNCH Nguyễn Văn Thiệu và đại tướng Tổng tham mưu trưởng, sau đó tướng Ngô Quang Trưởng đã gửi bưu điệp tuyên dương công trạng Sư đoàn Thủy Quân Lục Chiến.
Theo ghi nhận của trung tướng Ngô Quang Trưởng, trong 10 ngày cuối của trận chiến tại trung tâm thị xã Quảng Trị và Cổ Thành, có 2.767 binh sĩ Quân Giải phóng miền Nam Việt Nam đã chết, 43 bị bắt sống. Về phía Thủy quân Lục chiến của Quân lực VNCH, trung bình mỗi ngày có 150 binh sĩ Cọp Biển chết trận, chưa tính tổn thất của các đơn vị khác. Chiều ngày 16 tháng 9 năm 1972, sau khi đánh bật Quân Giải phóng miền Nam Việt Nam ra khỏi trung tâm thị xã và tái chiếm toàn khu vực Cổ Thành, 6 tiểu đoàn Thủy quân Lục chiến đã bung rộng để triệt hạ các chốt kháng cự cuối cùng trong Cổ Thành và nới rộng vùng kiểm soát.
Theo cuốn Một thời hoa lửa của Nhà xuất bản Trẻ thì từ mồng 10 tháng 9, Quân Giải phóng miền Nam Việt Nam bị thương vong nhiều. Như hai tiểu đoàn mới vào thành (K3 và K8) cũng đã tổn thất nặng. Riêng Tiểu đoàn 4 Trung đoàn 95 vào thành chiến đấu ngày 13 tháng 7 có quân số gần đủ, với 67 đảng viên và nhiều vũ khí, khí tài mạnh; đến ngày 10 tháng 9 đã chết trên 100 người, bị thương trên 700 (tính cả số bổ sung từng ngày) và lúc rút ra chỉ còn 12 đảng viên chưa bị thương vong.

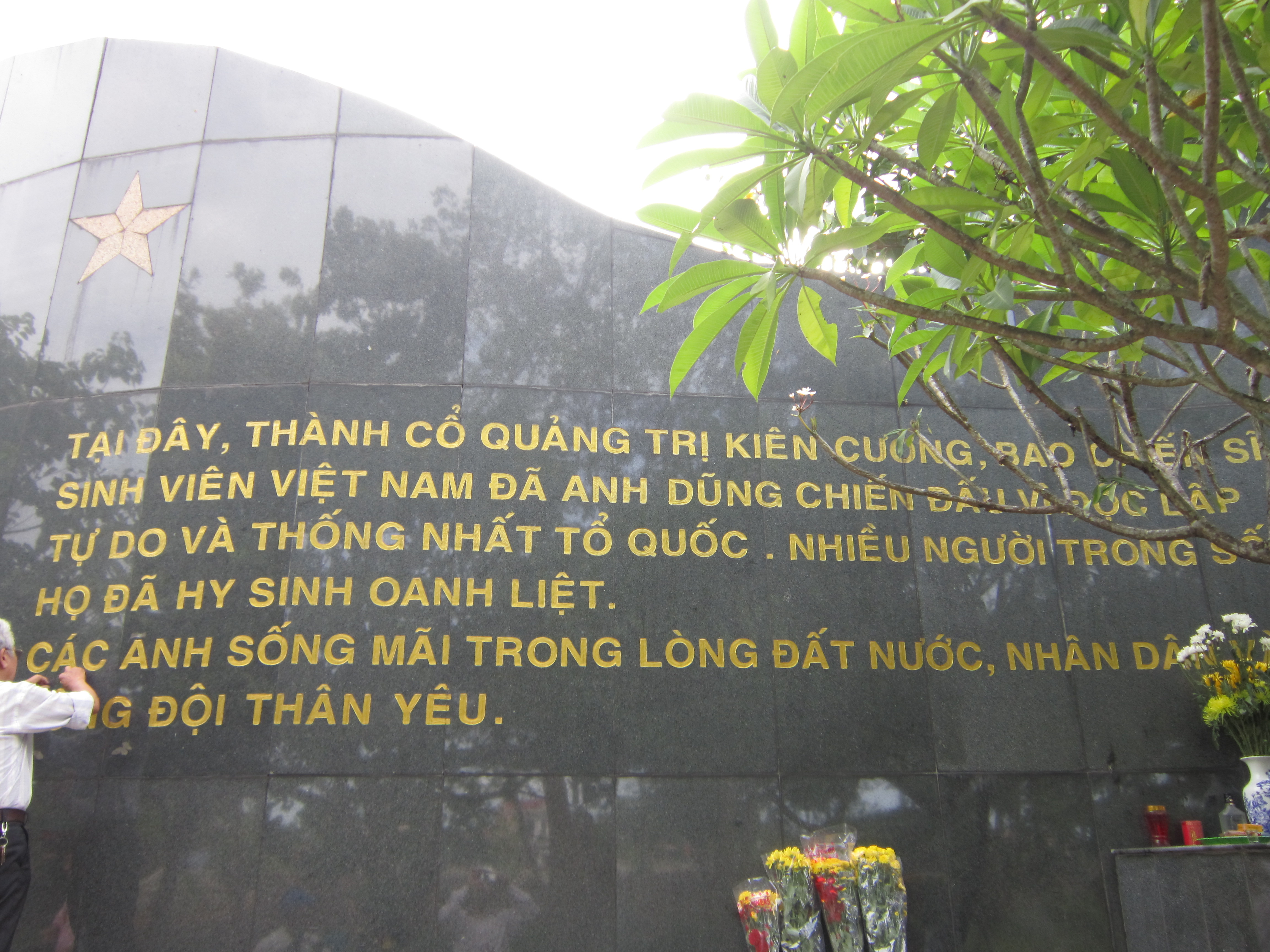
Đài chứng tích sinh viên - chiến sĩ Thành cổ Quảng Trị

Do đó hành động của tư lệnh chiến dịch vào buổi giao ban sáng 16 tháng 9 và tiếp sau đó lệnh phòng ngự tả ngạn sông Thạch Hãn vào chiều 16 tháng 9 là thích hợp với tình hình thực tế. 
Kết thúc trận đánh, chỉ riêng Sư đoàn Thủy quân Lục chiến của VNCH đã có hơn 5.000 thương vong, trong đó 3.658 thương vong trong 7 tuần cuối trận đánh, chiếm 25% quân số toàn sư đoàn, tổng số thiệt mạng của tất cả các đơn vị VNCH là 7.756, cùng với nhiều ngàn lính khác bị thương. Phía Quân Giải phóng miền Nam Việt Nam tử trận khoảng 4.000 người Cả hai bên đều bị tổn thất lớn sau trận đánh này.
Tuy để mất thị xã Quảng Trị và Thành cổ nhưng Quân Giải phóng miền Nam Việt Nam vẫn giữ được hai căn cứ bàn đạp Tích Tường, Như Lệ, Phước Môn, Tân Téo phía Tây và Bích La, An Lộng, Chợ Sãi, Nại Cửu, Long Quang ở phía Đông trên hữu ngạn sông Thạch Hãn. Ngoài ra, sư đoàn 324 vẫn chiếm giữ các vị trí cực tây Quảng Trị. Đây là những mục tiêu mà quân đội VNCH đã tiếp tục tìm cách giành lại bằng các chiến dịch trong giai đoạn sau, nhưng các chiến dịch này đều bị Quân Giải phóng miền Nam Việt Nam bẻ gãy cho tới khi Hiệp định Paris được ký kết.

## Đánh giá
Tướng Lê Phi Long của Quân Giải phóng miền Nam Việt Nam năm 2008 có nói: "Chiến dịch Quảng Trị kéo dài, thương vong rất lớn, có thể nói là lớn nhất so với tất cả các chiến dịch trong hai cuộc kháng chiến. Mỗi lần nghĩ lại tôi rất đau lòng. Mãi đến bây giờ (2008), tôi và nhiều đồng nghiệp vẫn chưa hiểu vì sao ta phải cố thủ thành cổ với một giá đắt như vậy? Có cán bộ cấp trên giải thích rằng do yêu cầu của đấu tranh ngoại giao, cần giữ vững thành cổ để phối hợp với cuộc đàm phán tại hội nghị Paris...".
Ghi lại cuộc chiến đấu của sư đoàn Thủy quân Lục chiến tại mặt trận trung tâm thị xã Quảng Trị và Cổ Thành từ khi thay thế lực lượng Nhảy Dù vào ngày 27 tháng 7 năm 1972, trung tá Trần Văn Hiển, nguyên trưởng phòng 3 bộ Tư lệnh Sư đoàn Thủy quân Lục chiến đã viết: "Trong suốt 7 tuần lễ chiến đấu dưới những làn mưa đạn pháo nặng nề của đối phương, tính trung bình cứ 4 lính Thủy quân Lục chiến có một người tử trận. Tính từ tháng 6 năm 1972 đến ngày chiếm được thành cổ, về quân số, Thủy quân Lục chiến bị tổn thất trên 5 ngàn, trong đó có 3.658 lính tử trận".
Cũng theo cuốn Một thời hoa lửa của Nhà xuất bản Trẻ này thì:
Các lực lượng trực tiếp phòng thủ thị xã đã cùng một ý chí sắt đá là kiên quyết giữ vững Thành cổ bằng mọi giá nhằm phục vụ yêu cầu đấu tranh ngoại giao ở Hội nghị Paris. Rất nhiều gương chiến đấu, phục vụ chiến đấu vô cùng anh dũng của cán bộ chiến sĩ, của các đoàn dân công hỏa tuyến, của nhân dân trong khu vực. 

Trong hơn 80 ngày đêm chiến đấu, chúng ta đã biết phát huy sức mạnh tổng hợp của nhiều lực lượng bộ đội và nhân dân, tạo nên sức chiến đấu kiên cường, dẻo dai. Bên cạnh lực lượng bám trụ thị xã, phải tính đến sức mạnh của các sư đoàn chủ lực 308, 304, 320 đứng bên sườn địch từ hướng đường 1 và hướng ven biển, mở nhiều đợt tiến công vào sườn đội hình tiến công của địch; gây cho địch nhiều thiệt hại, làm chậm bước tiến của chúng, buộc chúng phải đối phó bị động.

Ngoài ra phải nói đến nhiều đoàn tân binh từ nhiều tỉnh miền Bắc đã lần lượt vào thị xã để bổ sung kịp thời cho các đơn vị chiến đấu. Nhiều lực lượng dân quân du kích và nhân dân địa phương đã đấu tranh kiên cường bằng nhiều hình thức phong phú đa dạng ở vùng địch hậu Triệu Phong, Hải Lăng. Nhiều lực lượng dân công hỏa tuyến tại khu vực Tả Kiên, Ba Gơ, Đại Ang, Tân Vinh đã tận tình phục vụ cho Quảng Trị chiến đấu.
Báo Quân đội nhân dân số ra ngày ngày 9 tháng 8 năm 1972 viết: "Mỗi mét vuông đất tại Thành cổ Quảng Trị là một mét máu và sự hy sinh của các anh đã trở thành bất tử. Trong 81 ngày đêm, từ ngày 28 tháng 6 đến ngày 16 tháng 9 năm 1972, Thành cổ Quảng Trị đã phải hứng chịu 328.000 tấn bom đạn. Trung bình mỗi chiến sĩ phải hứng lấy 100 quả bom, 200 quả đạn pháo. Mỗi ngày có 1 đại đội vượt dòng Thạch Hãn để tiếp viện quân số, nhưng đêm nay một đại đội tiến vào thì ngày mai chỉ còn lại vài người sống sót". Một tờ báo của Mỹ đã bình luận: "Kỷ luật, lý tưởng và tinh thần xem thường cái chết đã kết hợp với nhau như thế nào mà các chiến sĩ quân Giải phóng vẫn chiến đấu dưới mưa bom B-52? Không có một nhà phân tích nào ở Mỹ có thể giải thích đầy đủ."
Theo lời cựu binh Đào Chí Thành thuộc Đại đội 14, Trung đoàn 95, Sư đoàn 325 Quân Giải phóng miền Nam Việt Nam, các chiến sỹ Quân Giải phóng đã vào trận với một tinh thần rất hồn nhiên. Thậm chí, nhìn cảnh tượng chiến trường lúc đó, ông Thành còn tưởng mình đang tham gia một bộ phim. Theo lời cựu binh Trần Luân Tín, Đại đội thông tin số 18, Trung đoàn 95, Sư đoàn 325 Quân Giải phóng miền Nam Việt Nam, ông thể ngờ rằng mình vừa bước ra khỏi trận chiến khốc liệt nhất trong toàn bộ cuộc chiến.

## Ý nghĩa
Kết quả trận đánh tại Thành cổ Quảng Trị đã giúp cho phái đoàn Chính phủ Cách mạng lâm thời Cộng hòa miền Nam Việt Nam và phái đoàn Việt Nam Dân chủ Cộng hòa giữ vững được thế thượng phong có được từ sau khi Quân Giải phóng miền Nam Việt Nam đánh bại Cuộc hành quân Lam Sơn 719 của Quân lực Việt Nam Cộng hòa. Kết quả tại Thành cổ đã tiếp tục khiến vị thế phái đoàn Hoa Kỳ bị suy yếu. Phía Hoa Kỳ đã phải chấp nhận bản dự thảo do phái đoàn Chính phủ Cách mạng lâm thời Cộng hòa miền Nam Việt Nam đưa ra vào tháng 10/1972. Tuy nhiên tới tháng 12, Hoa Kỳ lật lọng đòi đàm phán lại và tiến hành ném bom Hà Nội nhưng Hoa Kỳ cũng lại thất bại. Cuối cùng Hoa Kỳ buộc phải chấp nhận phương án do phái đoàn Chính phủ Cách mạng lâm thời Cộng hòa miền Nam Việt Nam đề xuất, rút quân khỏi Việt Nam. Theo chính quyền Việt Nam, diễn biến tại Thành cổ Quảng Trị đã cho thấy lòng yêu nước, quyết tâm thông nhất đất nước, sự anh dũng của bộ đội Quân Giải phóng miền Nam Việt Nam cũng như sự bất khuất, kiên trung, quyết tâm cản bước quân Mỹ xâm lược của nhân dân Quảng Trị.

## Sau chiến tranh
Hiện nay khu thành cổ Quảng Trị rộng 16 ha là một phần của Khu di tích Thành cổ Quảng Trị, được xếp hạng di tích lịch sử cấp quốc gia của Việt Nam. Do mật độ bom đạn rất cao và kéo dài nên hầu hết bộ đội Quân Giải phóng miền Nam Việt Nam tử trận trong Thành cổ Quảng Trị đều bị vùi lấp. Nơi đây được xây dựng thành nơi yên nghỉ chung cho những người đang nằm trong lòng đất với nhiều cây xanh, đài tưởng niệm, bảo tàng... Hiện đang có dự án đầu tư xây dựng khu di tích trở thành một công viên văn hóa, tưởng niệm với các hạng mục như đài tưởng niệm trung tâm, bảo tàng, đài chứng tích sinh viên, vườn hoa cảnh.
Đã có nhiều bài thơ, bài hát nói về sự khốc liệt và mất mát của trận Thành cổ Quảng Trị, trong đó người ta thường nhắc tới bốn câu thơ trong bài Lời gọi bên sông của Lê Bá Dương, một cựu chiến binh Quân Giải phóng miền Nam Việt Nam từng tham gia trận đánh này:
| “ | Đò lên Thạch Hãn ơi chèo nhẹ. Đáy sông còn đó bạn tôi nằm. Có tuổi hai mươi thành sóng nước. Vỗ yên bờ mãi mãi ngàn năm | ” |

Ngoaì ra khi chuẩn bị vào sâu trong mặt trận phía Nam ở Bắc Quảng Trị, Lê Bá Dương cũng có 2 câu thơ rất hay, được xem như là tuyên ngôn hay nhất bằng thơ của quân giải phóng Bắc Quảng trị:
| “ | Một khẩu súng giữ hai trời Nam Bắc, Một dấu chân in màu đất hai miền. | ” |

Sau ngày kết thúc chiến tranh Việt Nam, cựu chiến binh Lê Bá Dương và một số đồng đội của ông hàng năm đều về Quảng Trị ít nhất một lần để tưởng niệm những đồng đội Quân Giải phóng miền Nam Việt Nam đã hy sinh và thả hoa xuống dòng sông Thạch Hãn. Xuất phát từ đó, những năm gần đây, hàng năm cứ vào ngày 27 tháng 7 (Ngày thương binh liệt sĩ Việt Nam) cũng là gần dịp rằm tháng bảy có lễ Vu Lan báo hiếu, chính quyền tổ chức lễ thả đèn, thả hoa trên sông Thạch Hãn để tưởng niệm những người đã nằm lại tại Thành cổ trong 81 ngày đêm của trận đánh.
Từ sau kỷ niệm 40 năm chiến đấu bảo vệ Thành cổ, ngoài những lễ thả hoa của các đoàn về thăm. Chính quyền, nhân dân thị xã thường xuyên tổ chức Chương trình "Đêm hoa đăng" vào ngày 14 âm lịch hàng tháng để tưởng niệm và tri ân những Anh hùng Liệt sĩ đã hy sinh trên dòng sông huyền thoại này. Chương trình đó đã trở thành nét Văn hóa mới của thị xã Quảng trị trong thời kỳ đổi mới.